# Tic Tac Toe (Band)
Tic Tac Toe war eine deutsche Girlgroup, die 1995 gegründet wurde. Die Idee zu dieser Gruppe hatte Claudia Wohlfromm, die später Managerin der Formation wurde. Nach zwei erfolgreichen Alben trennte sich die Band im Jahr 1997. Von 2005 bis 2007 kam es zu einem Comeback. Die Gruppe zählt zu den erfolgreichsten Girlgroups Europas mit über fünf Millionen verkauften Tonträgern, davon über 4,1 Millionen in Deutschland.

## Bandgeschichte

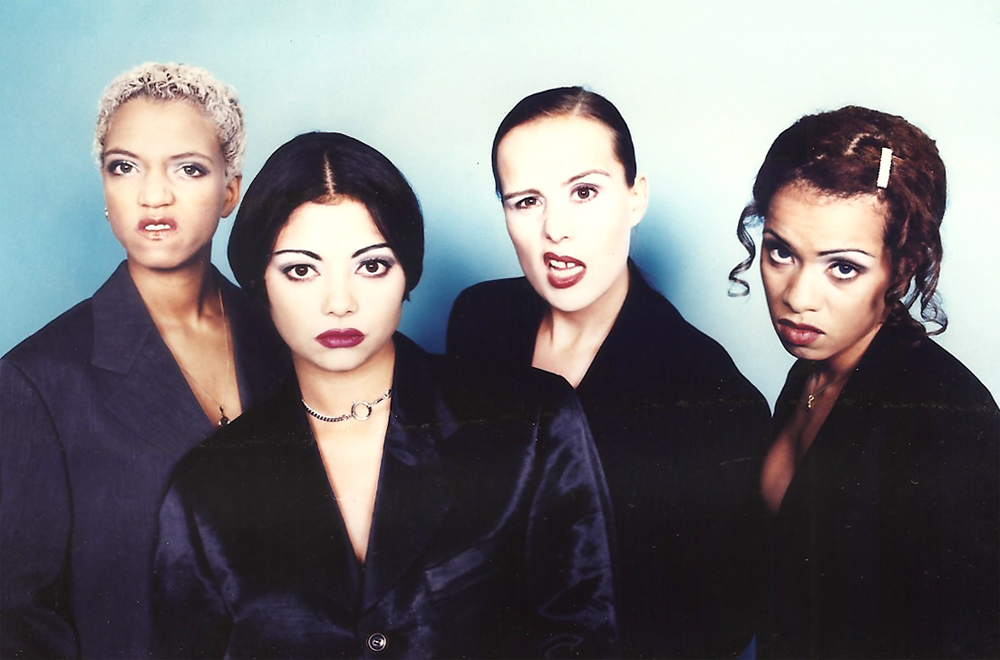
Tic Tac Toe mit Bandmanagerin Claudia Wohlfromm (2.v.r.) (1997)

Laut ihrer Plattenfirma wurde Tic Tac Toe 1995 im Ruhrgebiet bei einem Hip-Hop-Wettbewerb entdeckt, an dem Lee als einzige Frau teilgenommen habe. Anschließend seien Ricky und Jazzy spontan auf die Bühne gekommen und hätten gemeinsam mit Lee gerappt. Nach dem Auftritt hätten die drei einen Plattenvertrag erhalten. Da niemals bekannt wurde, wann und wo das besagte Musikfestival stattgefunden haben soll, ist diese Version der Bandgründung als bewusst lancierte Legende zu betrachten.
Jazzy erzählte im November 2015 bei Goodbye Deutschland, wie es tatsächlich zur Gründung gekommen sei: Ein Freund habe sie zu einem spontanen Discoabend in Dortmund eingeladen, bei dem auch Lee, Ricky und die spätere Managerin Claudia Wohlfromm anwesend waren, deren Aufmerksamkeit sie erregt habe, woraufhin Wohlfromm die Frage geäußert habe, ob Jazzy singen könne. Dies habe sie verneint, aber gesagt, sie könne rappen. Einen Monat später sei nach einem Casting der Plattenvertrag geschlossen worden.
Vieles deutet darauf hin, dass die Gruppe vom Management in Wahrheit im Rahmen eines Castings gezielt zusammengestellt worden war. In der Zeitung Die Woche beschrieb der Journalist Lucas Koch aufgrund eigener Recherchen die Gründungsphase von Tic Tac Toe wie folgt: „Das Trio wurde nicht bei einem Hip-Hop-Wettbewerb entdeckt, sondern jede Sängerin wurde einzeln für das Projekt ausgewählt. Drei Tage Brainstorming am Strand von Portugal, Probeaufnahmen, Plattenvertrag.“ 1997 berichtete Jasmin Busan, die 1995 zur ursprünglichen Bandbesetzung gehört hatte, in einem RTL-Interview, dass die Band am Anfang aus fünf vom Management ausgewählten Mädchen bestanden habe. Busan sei vor der ersten Single-Veröffentlichung wegen einer mehrwöchigen Kehlkopfentzündung aus der Band ausgeschieden.
Diese Informationen wurden jedoch erst später öffentlich bekannt; anfangs gelang es vielmehr, die Gruppe als vermeintlich authentisches und freches Gegenmodell zu den üblichen Girlgroups zu vermarkten. Von der Musikpresse zumeist verrissen, verkauften sich die ersten beiden Alben Tic Tac Toe (1996) und Klappe die 2te (1997) fast drei Millionen Mal. Klappe die 2te wurde am 21. April 1997 mit einer identischen Songreihenfolge unter dem Titel § veröffentlicht, bei der der Name der Band in Jazzy Lee Ricky geändert wurde. Der Grund war eine einstweilige Verfügung einer gleichnamigen Werbeagentur, die der Band verbot, sich Tic Tac Toe nennen zu dürfen. Nach Klärung der Namensrechte wurde der ursprüngliche Bandname wieder geführt. 1996 hatten die drei in der RTL-Soap Gute Zeiten, schlechte Zeiten einen Gastauftritt.
Die Veröffentlichung des zweiten Albums wurde nach anfänglichen Erfolgen durch zahlreiche Negativberichte überschattet. Zunächst kam heraus, dass den drei Sängerinnen von Tic Tac Toe durch die Plattenfirma ein falsches Alter zugeschrieben worden war; beispielsweise war Lee bereits 22 Jahre alt und schon verheiratet, obwohl sie laut Plattenfirma soeben erst 18 Jahre alt geworden sein sollte. Medial großes Aufsehen erlangte die Band, als Lees damaliger Ehemann nach Beziehungsproblemen Suizid beging. Eine Woche später wurde bekannt, dass Lee kurzzeitig als Prostituierte gearbeitet hatte, um mit dem Geld Drogen zu finanzieren.
Am 21. November 1997 sollte bei einer Pressekonferenz in München vor dem Hintergrund dieser Enthüllungen Einigkeit demonstriert werden; stattdessen kam es zum heftigen Streit der drei Bandmitglieder vor laufender Kamera. Einige Journalisten vermuteten zunächst einen neuen Publicity-Gag. Diese Aktion wurde am Abend sogar in den Tagesthemen thematisiert. Nach dem Eklat verließ Ricky die Band.
Die anschließenden Versuche sowohl von Ricky als auch Jazzy und Lee, erneut in der Musikbranche kommerziell erfolgreich zu sein, scheiterten. Zusammen mit der Sängerin Sara Brahms als Sara @ Tic Tac Two gelang ihnen mit der Single Nie wieder ein Comeback. Sara Brahms ersetzte danach Ricky, und ein erneutes Comeback wurde gestartet. Mit dem Album Ist der Ruf erst ruiniert… und der gleichnamigen Single konnte man aber nicht an frühere Erfolge anknüpfen. Die zweite Singleauskopplung Isch liebe disch konnte sich zwar kurzfristig in den Top 20 der deutschen Charts platzieren, die dritte Single Morgen ist heute schon gestern blieb aber kommerziell erfolglos. Der Plattenvertrag wurde nicht erneuert, und die Gruppe löste sich auf.

### Comeback und erneute Trennung

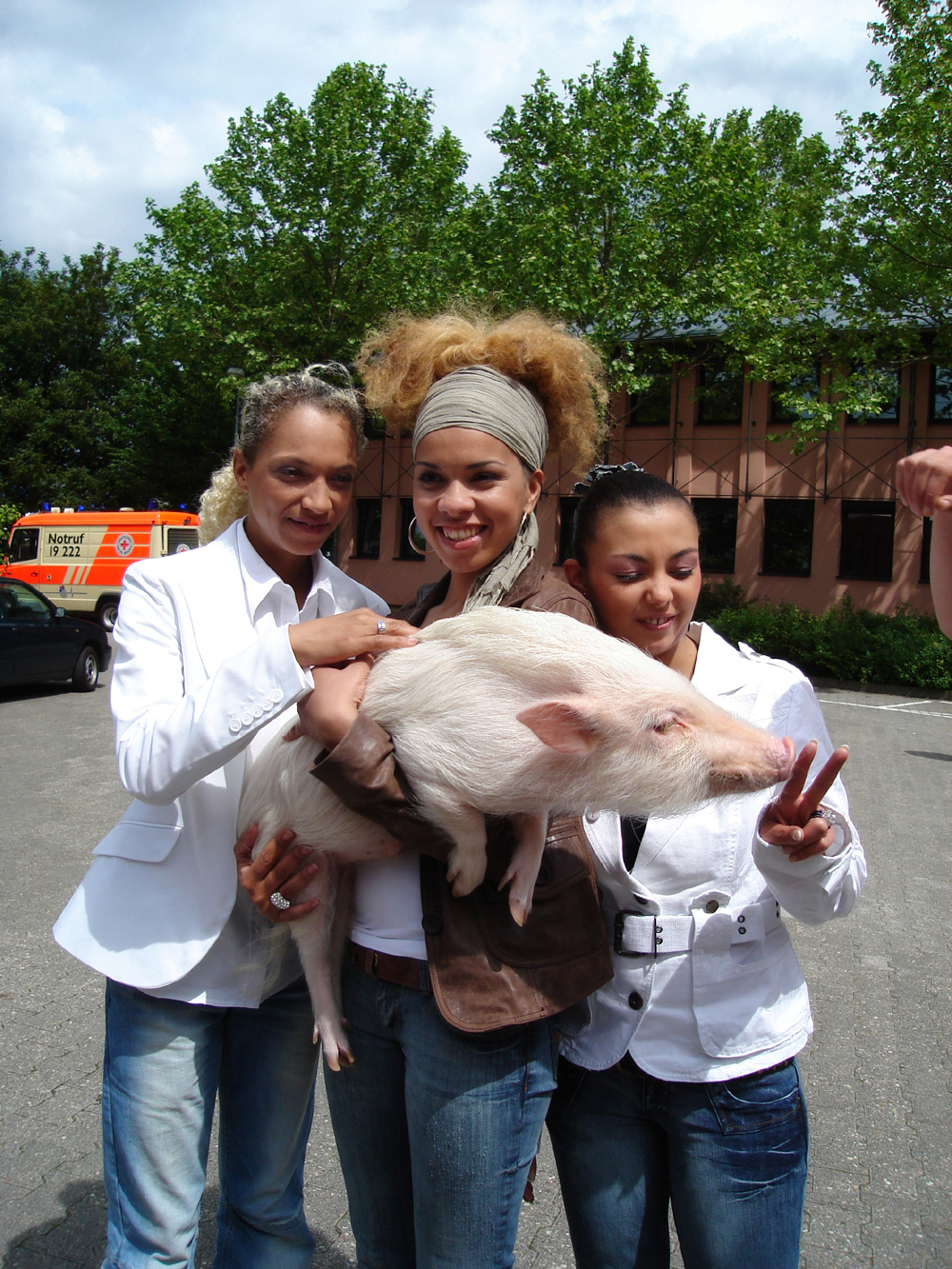
Tic Tac Toe im ZDF-Fernsehgarten (2006)

Im Dezember 2005 veröffentlichte Tic Tac Toe in der Ur-Formation die Single Spiegel, die Platz sieben der deutschen Charts erreichte. Für die Wiedervereinigung der Gruppe war der Hamburger Kalle Schwensen verantwortlich, der auch als Manager der Band mit A One Entertainment als Plattenlabel fungierte. Im Februar 2006 erschien mit Comeback das letzte Album, das teils positive Kritiken erhielt, jedoch kommerziell wenig erfolgreich war. Die anschließende Tournee wurde vom Konzertveranstalter mangels Nachfrage von zehn auf drei Auftritte gekürzt. Eine überarbeitete Version des Songs Keine Ahnung, die nach Spiegel als zweite Auskopplung erschien, floppte und konnte als erste Tic-Tac-Toe-Single nicht den Sprung in die deutschen Top-100 schaffen. Am 31. Januar 2007 erklärte das Management die Tic-Tac-Toe-Karriere für beendet.
Nach der endgültigen Trennung der Band schloss Lee im Jahr 2009 eine Ausbildung zur Sicherheitsfachkraft ab und arbeitete anschließend für das Ausbildungsunternehmen als Mitarbeiterin im Kölner Zoo. Anschließend unterstützte sie das Kölner Adler-Schulungszentrum bei der Planung zukünftiger Projekte und zog sich aus der Öffentlichkeit zurück.
Jazzy arbeitete an verschiedenen Solo-Projekten. Von September 2010 bis Juni 2011 spielte sie im Musical Starcut im Delphi Showpalast Hamburg. Im Januar 2012 nahm sie als Kandidatin in der sechsten Staffel von Ich bin ein Star – Holt mich hier raus! teil und zog sich anschließend auf die Balearen-Insel Mallorca zurück. Mittlerweile wohnt sie mit ihrer Familie an der Côte d’Azur.
Ricky begann ein Grundschullehramtsstudium mit den Fächern Mathematik und evangelische Theologie. Das Studium brach sie jedoch ab, weil ihr das Ausbildungssystem missfallen habe, und begann eine Ausbildung zur Ergotherapeutin.

### 2012: Werbedreh für Sixt
Im September 2012 drehten Jazzy und Ricky einen Werbespot für die Sixt AG, bei der ihre Debütsingle in Ich find Sixt sch…! geändert wurde. Da Lee nicht kontaktiert werden konnte, wurde sie bei den Dreharbeiten durch ein Double ersetzt. Im November 2012 wurde der Werbefilm auf YouTube veröffentlicht. Der Werbespot war jedoch kein Tic-Tac-Toe-Comeback, da musikalisch keine weiteren Projekte realisiert wurden.

## Mitglieder
- Lee: Liane Claudia Wiegelmann, geborene Springer (* 29. Juli 1974 in Iserlohn)
- Jazzy: Marlene Victoria Tackenberg (* 4. August 1975 in Gelsenkirchen)
- Ricky: Ricarda Nonyem Priscilla Wältken (* 24. Februar 1978 in Dortmund) (bis 1997 und ab 2005)
- Sara: Sara Brahms (* 24. Juli 1978 in Brighton, England) (von 1999 bis 2000)

## Rezeption
Für den deutschen Markt war es zum Zeitpunkt der Veröffentlichung neu, dass sich junge Frauen obszön und auf Deutsch zu den Themen Beziehung, Rollenbild, Geschlechterkampf und Sex äußerten. Damit übernahmen die drei eine Entwicklung, die in den USA bereits von Contemporary-R&B-Sängerinnen durchlaufen worden war. Unter Musikkritikern fanden die Songs ohne Ausnahme wenig Anklang, ohne dass dies dem Erfolg Abbruch getan hätte. Sie sind mit Titeln wie Fick’ dich selber oder Ich find’ dich scheiße auf Provokation hin konzipiert. Mit dem Lied Schubidamdam reagierte die Band auf den daraus resultierenden Vorwurf, ihre Lieder enthielten zu viele Schimpfwörter. Andere Songs enthalten plakative Sozialkritik: Leck mich am A, B, Zeh fordert zum Benutzen von Kondomen zum Schutz vor AIDS auf, Warum? thematisiert den Absturz einer Drogensüchtigen aus der Perspektive einer Freundin, und Bitte küss mich nicht thematisiert Kindesmissbrauch.
Valerie Schönian würdigt die Gruppe Tic Tac Toe in ihrem Artikel mit Interview in der Zeit vom 8. April 2021 betitelt „Meinem 13-jährigen Ich gaben sie das Gefühl dass ich mir nichts gefallen lassen muss“ als Wegbereiter einer neuen Zeit und als „feministische Vorbilder“. Dass Schönian eine emanzipierte Frau geworden sei, habe sie auch Jazzy, Lee und Ricky zu verdanken, die sich selbstbestimmt und eigenständig allen vorgefertigten Verhaltensmustern verweigerten. Laut Managerin Claudia Wohlfromm waren Tic Tac Toe „unangepasst und rappten Texte, die das System kritisieren. Das war nicht, wie man sich Frauen vorstellte.“ Schauspieler und Aktivist Dominik Djialeu nannte die Band „revolutionär“ und erinnerte daran, wie sie ihm als „schwulen afrodeutschen Jungen in einer deutschen Kleinstadt den Rücken gestärkt“ habe. Es werde Zeit, dass „die Bedeutung, die Tic Tac Toe in ihrer feministischen und antirassistischen Rolle hatten, endlich stärker in den Vordergrund“ rücke.

## Diskografie
Studioalben

| Jahr | Titel Musiklabel                                                              | Höchstplatzierung, Gesamtwochen, AuszeichnungChartplatzierungen (Jahr, Titel, Musiklabel, Platzierungen, Wochen, Auszeichnungen, Anmerkungen) | Höchstplatzierung, Gesamtwochen, AuszeichnungChartplatzierungen (Jahr, Titel, Musiklabel, Platzierungen, Wochen, Auszeichnungen, Anmerkungen) | Höchstplatzierung, Gesamtwochen, AuszeichnungChartplatzierungen (Jahr, Titel, Musiklabel, Platzierungen, Wochen, Auszeichnungen, Anmerkungen) | Anmerkungen                                                |
| Jahr | Titel Musiklabel                                                              | DE | AT | CH | Anmerkungen                                                |
| ---- | ----------------------------------------------------------------------------- | --- | --- | --- | ---------------------------------------------------------- |
| 1996 | Tic Tac Toe RCA Records (BMG Ariola)                                          | DE3 ×2Doppelplatin · (76 Wo.)DE | AT3 Platin · (39 Wo.)AT | CH4 ×2Doppelplatin · (65 Wo.)CH | Erstveröffentlichung: 15. April 1996 Verkäufe: + 1.150.000 |
| 1997 | Klappe die 2te auch bekannt als: § (Jazzy Lee Ricky) RCA Records (BMG Ariola) | DE1 ×2Doppelplatin · (43 Wo.)DE | AT2 Platin · (33 Wo.)AT | CH1 ×2Doppelplatin · (31 Wo.)CH | Erstveröffentlichung: 21. April 1997 Verkäufe: + 1.300.000 |
| 2000 | Ist der Ruf erst ruiniert … RCA Records (BMG Ariola)                          | DE34 (8 Wo.)DE | AT50 (1 Wo.)AT | CH92 (3 Wo.)CH | Erstveröffentlichung: 29. Mai 2000                         |
| 2006 | Comeback A One Entertainment (WMG)                                            | DE25 (2 Wo.)DE | AT26 (5 Wo.)AT | CH43 (3 Wo.)CH | Erstveröffentlichung: 17. Februar 2006                     |

## Auszeichnungen
- Comet
  - 1996: in der Kategorie: Newcomer National
  - 1997: in der Kategorie: Act National
- Echo Pop
  - 1997: in der Kategorie: Gruppe (Pop) National
  - 1998: in der Kategorie: Hit des Jahres für den Song Warum?
- Goldene Stimmgabel
  - 1997: in der Kategorie: Gruppe National
- RSH-Gold
  - 1997: in der Kategorie: Erfolgreichste deutschsprachige Gruppe[14]